# Ignacewo
Ignacewo [iɡnaˈt͡sɛvɔ] es una localidad situada en el municipio (gmina) de Ślesin, en el distrito de Konin, voivodato de Gran Polonia (Polonia). Según el censo de 2021, tiene una población de 211 habitantes.
Está ubicada aproximadamente a 10 kilómetros al este de Ślesin, a 22 kilómetros al noreste de Konin y a 104 kilómetros al este de la capital regional, Poznan.